# Ectropis ridingi
Ectropis ridingi là một loài bướm đêm trong họ Geometridae.